# 諾頓PartitionMagic
Norton PartitionMagic是最初由PowerQuest公司所開發的個人電腦硬碟分割軟件，而該公司今為賽門鐵克公司收購。其適用之環境為Microsoft Windows 作業系統或由引導光盤而適用於裝有任何作業系統和沒有作業系統的個人電腦。現有分區可以在不受數據損失的情況下調整大小。

## 特點
Norton Partition Magic可在無損數據的情況下對NTFS或FAT16/32的磁盤分區進行複製、移動和調整大小，可以實現FAT16，FAT32和NTFS分區之間的格式轉換，可以修改FAT16/32和NTFS文件系統的文件簇的大小，可以合併相鄰的FAT或NTFS文件系統，還有限地支持EXT2和EXT3文件系統。

## 詬病
PartitionMagic在PowerQuest時代保持定期的版本更新，持續添加有用的新特性。但自PowerQuest被Symantec收購後，PartitionMagic便再無新版本問世，Symantec聲明沒有發佈PartitionMagic新版本的計劃。

## 外部連結
- Partition Magic home page